# Paul Russo
Paul Russo (Kenosha, Wisconsin, 10 april 1914 - Clearwater, Florida, 13 februari 1976) was een Amerikaans autocoureur. Hij reed 14 maal de Indianapolis 500, waarvan 8 edities binnen het wereldkampioenschap Formule 1 werden gehouden. In deze 8 races scoorde hij 1 snelste ronde, 1 podium en 8,5 punten. Zijn broer Joe en neef Eddie hebben ook de Indianapolis 500 gereden.